# 生麦事件

『生麦之発殺』（早川松山画）
明治になって想像で描かれた錦絵で、名前が出ているのは島津久光と小松帯刀のみ。当時は久光の武勇伝として一般に知られていた。

生麦事件（なまむぎじけん）は、文久2年8月21日（1862年9月14日）に、武蔵国橘樹郡生麦村（現在の神奈川県横浜市鶴見区生麦）付近で、薩摩藩主島津茂久の父・島津久光の行列に遭遇した騎馬のイギリス人たちを供回りの藩士たちが殺傷（1名死亡、2名重傷）した事件。
尊王攘夷運動の高まりの中、この事件の処理は大きな政治問題となり、そのもつれから、文久3年（1863年）7月に薩摩藩とイギリスとの間で薩英戦争が勃発した。
後年、事件の現場付近に建てられた石碑が京急本線生麦駅近くに残っており、1988年（昭和63年）11月1日に市の地域史跡に登録された。

## 事件の概要

### 事件前の状況
| リチャードソン落馬地点付近に建てられた生麦事件之碑。1883年（明治16年）12月建立。建立者は黒川荘三、碑文は中村正直による。 |  | リチャードソン落馬地点付近に建てられた生麦事件之碑。1883年（明治16年）12月建立。建立者は黒川荘三、碑文は中村正直による。 |
| リチャードソン落馬地点付近に建てられた生麦事件之碑。1883年（明治16年）12月建立。建立者は黒川荘三、碑文は中村正直による。 |  | |

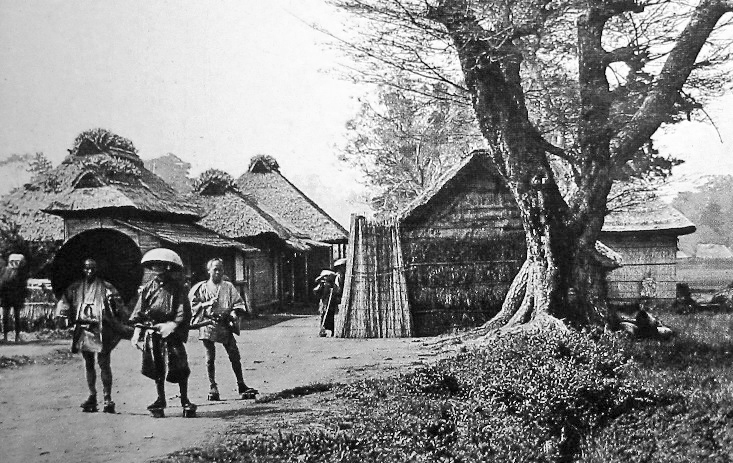
事件当時の生麦村。東海道に沿った集落の神奈川宿寄りのはずれ、リチャードソン遺体発見現場（落馬地点）近辺と見られている。

文久2年（1862年）、薩摩藩主・島津茂久の父で藩政の最高指導者・島津久光（44歳）は、幕政改革を志して700人にのぼる軍勢を引き連れて江戸へ出向いたのち（文久の改革も参照）、勅使・大原重徳とともに京都へ帰る運びとなった。久光は大原の一行より1日早く、8月21日に江戸を出発した。率いた軍勢は400人あまりであった。
八ツ時（午後2時）頃、行列が生麦村に差しかかった折り、4人の騎馬のイギリス人と行き会った。横浜でアメリカ人経営の商店に勤めていたウッドソープ・チャールズ・クラーク、横浜在住の生糸商人ウィリアム・マーシャル、マーシャルの従姉妹で香港在住イギリス商人の妻であり、横浜へ観光に来ていたマーガレット・ボロデール夫人、そして、上海で長年商売をしていて、やはり見物のため来日していたチャールズ・レノックス・リチャードソンである。この日は日曜日にあたっており、4人は東海道で乗馬を楽しんでいたとも、観光で川崎大師に向かっていたともいわれる。4人は外国人居留地のある横浜・関内を出て小舟で神奈川に渡り、そこから馬に乗って東海道を江戸方面に進んでいた。

### 事件の勃発
生麦村住人の届け出書と神奈川奉行所の役人の覚書、そして当時イギリス公使館の通訳見習だったアーネスト・サトウの日記を突き合わせると、ほとんど以下のような経緯を辿った。
行列の先頭の方にいた薩摩藩士たちは、正面から行列に乗り入れてきた騎乗のイギリス人4人に対し、身振り手振りで下馬し道を譲るように説明したが、イギリス人たちは、「わきを通れ」と言われただけだと思いこんだ。しかし、行列はほぼ道幅いっぱいに広がっていたので、結局4人はどんどん行列の中を逆行して進んだ。鉄砲隊も突っ切り、ついに久光の乗る駕籠のすぐ近くまで馬を乗り入れたところで、供回りの声に、さすがにどうもまずいとは気づいたらしい。しかし、あくまでも下馬する発想はなく、今度は「引き返せ」と言われたと受け取り、馬首をめぐらそうとして、あたりかまわず無遠慮に動いた。その時、薩摩藩士数人が抜刀し斬りかかった。
4人は驚いて逃げようとしたが時すでに遅く、リチャードソンは深手を負い、桐屋という料理屋の前から200メートルほど先で落馬し、とどめを刺された。マーシャルとクラークも深手を負い、ボロデール夫人に「あなたを助けることができないから、ただ馬を飛ばして逃げなさい」と叫んだ。ボロデール夫人も一撃を受けていたが、帽子と髪の一部が飛ばされただけの無傷であり、真っ先に横浜の居留地へ駆け戻り救援を訴えた。マーシャルとクラークは流血しつつも馬を飛ばし、神奈川にある当時、アメリカ領事館として使われていた本覚寺へ駆け込み助けを求め、ジェームス・カーティス・ヘボン博士の手当を受けた。
『薩藩海軍史』によれば、リチャードソンに最初の一撃をあびせたのは当番供頭・奈良原喜左衛門であり、さらに逃げる途中で鉄砲隊の久木村治休が抜き打ちに斬り上げ致命傷を与えた（久木村は同事件の回顧談を鹿児島新報紙上に詳細に語っている。）。落馬後、瀕死のリチャードソンに「今、楽にしてやっど」と介錯のつもりでとどめを刺したのは海江田信義であったという。なお、当時近習番だった松方正義の直談によれば、駕籠の中の久光は「瞑目して神色自若」であったが、松方が「外国人が行列を犯し、今これを除きつつあります」と報告すると、おもむろに大小の柄袋を脱し、自らも刀が抜けるよう準備をしたという。

### 横浜居留地の反応
この事件は、東禅寺事件などそれまでに起こった攘夷殺傷事件とは違って個人的な行為ではなく、大名行列の供回りの多数が一斉に斬ったものであり、直接久光の命令こそなくとも、暗黙の了解の下に行われていたことは歴然としていた。事件直後、各国公使、領事、各国海軍士官、横浜居留民が集まって開かれた対策会議でも、「島津久光、もしくはその高官を捕虜とする」という議題が挙がっていて、下手をすれば戦争に直結しかねないだけに、イギリス公使館も対処の仕方に苦慮を重ねることとなる。
事件直後、ボロデール夫人の要請に応えて最初に動いたのは、イギリス公使館付きの医官だったウィリアム・ウィリスである。騎馬で、まだ続いていた薩摩藩士の行列のわきをすりぬけて生麦に向かううちに、横浜在住の加勢の男たち3人が追いついてきて、やがてイギリスの神奈川領事ヴァイス大尉率いる公使館付きの騎馬護衛隊も追いついた。一行は、地元住民の妨害を受けながらもリチャードソンの遺体を発見し、横浜へ運んで帰った。
イギリス代理公使ジョン・ニール中佐は、薩摩との戦闘が起こることを危惧して騎馬護衛隊の出動を禁じていたが、それを無視してヴァイス領事が出動したことで、2人の間には確執が生じた。事件当日の夜から翌朝にかけて、横浜居留民の多くが、遺体収容を果たしたヴァイスを支持し、武器をとっての報復を叫んだ。フランス公使デュシェーヌ・ド・ベルクールがそれを応援するようなそぶりを見せていたことも、居留民たちの動きを加速した。しかしニール中佐は冷静であり、現実的な戦力不足と全面戦争に発展した場合の不利を説いて騒動を押さえ込み、幕府との外交交渉を重んじる姿勢を貫いた。

### 久光一行の動向
久光一行はその夜、横浜に近い神奈川宿ではなく保土ヶ谷宿に予定を変更して宿泊した。一行の中にいた大久保利通の当日の日記によれば、横浜居留地の報復の動きを警戒して、藩士2人が探索に出ている。公儀御料である生麦村の村役人はただちに事件を神奈川奉行に届け出、これを受けて調査を開始した奉行は久光一行に対して使者を派遣し、事件の報告を求めた。しかし久光一行は翌日付で「浪人3〜4人が突然出てきて外国人1人を討ち果たしてどこかへ消えたもので、薩摩藩とは無関係である」という届出をすると、奉行の引き止めも意に介さずそのまま急いで京へ向かった。神奈川奉行からの報告を受けた老中・板倉勝静は、薩摩藩江戸留守居役に対して事件の詳しい説明を求めたが、数日後に「足軽の岡野新助が、行列に馬で乗り込んできた異人を斬って逃げた。探索に努めているが依然行方不明である」と虚偽の説明をしたため、神奈川奉行からの詳細な報告を受けて事件の概要を把握していた幕府は憤り、江戸留守居役に出頭を求め糾弾したが、薩摩藩側はしらを切り通した。
大名行列に対する外国人の「不作法」については、久光らは江戸に到着して間もない6月23日、幕府に訴え書きを提出していた。その文面によれば、往路ですでに久光の行列は騎馬の外国人に遭遇していたところ、狭い東海道において、大名一行の通行にかまわず横に並んで広く場所をとり、不作法が見受けられる、というものである。続けて「少々のことには目をつぶれ、と藩士たちに達してはいるが、先方に目にあまる無礼があった場合はそのままにするわけにもいかない。各国公使へ不作法は慎むように達して欲しい」と訴えている。それに対する幕府の返答は、「そういう達しはすでに出しているが、言葉も通じず、習慣も違うことから、我慢して穏便にすませて欲しい」というものだったが、実際にはそのような通達を出していなかった。

## 事件後の状況と余波

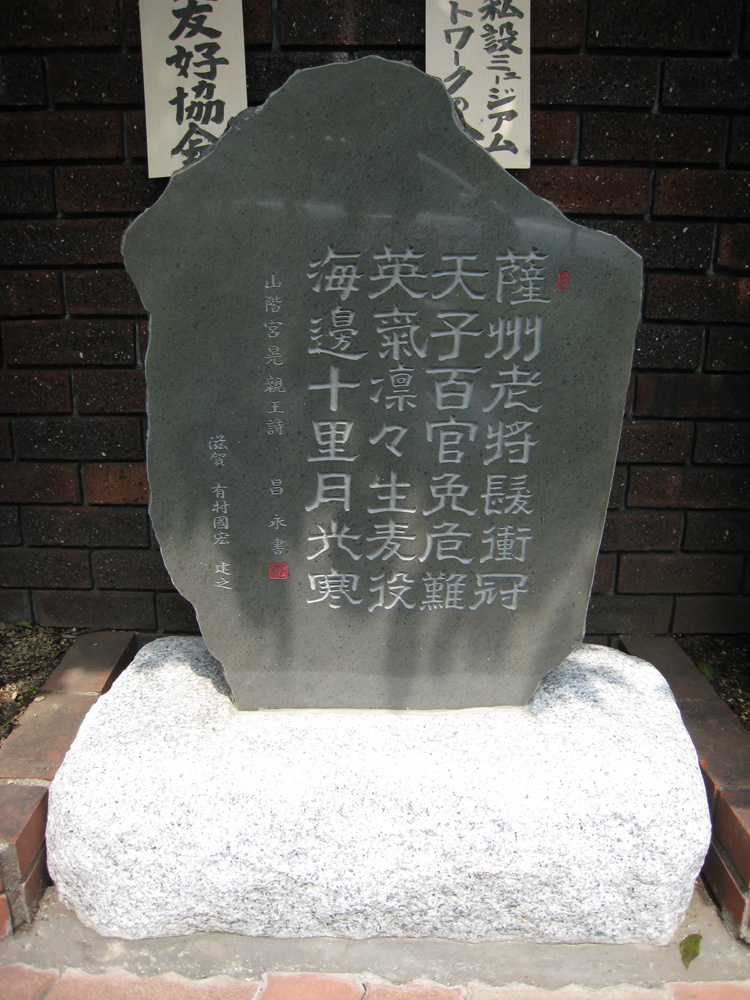
2009年、生麦事件参考館に建てられた碑。山階宮晃親王作の漢詩が刻まれている。

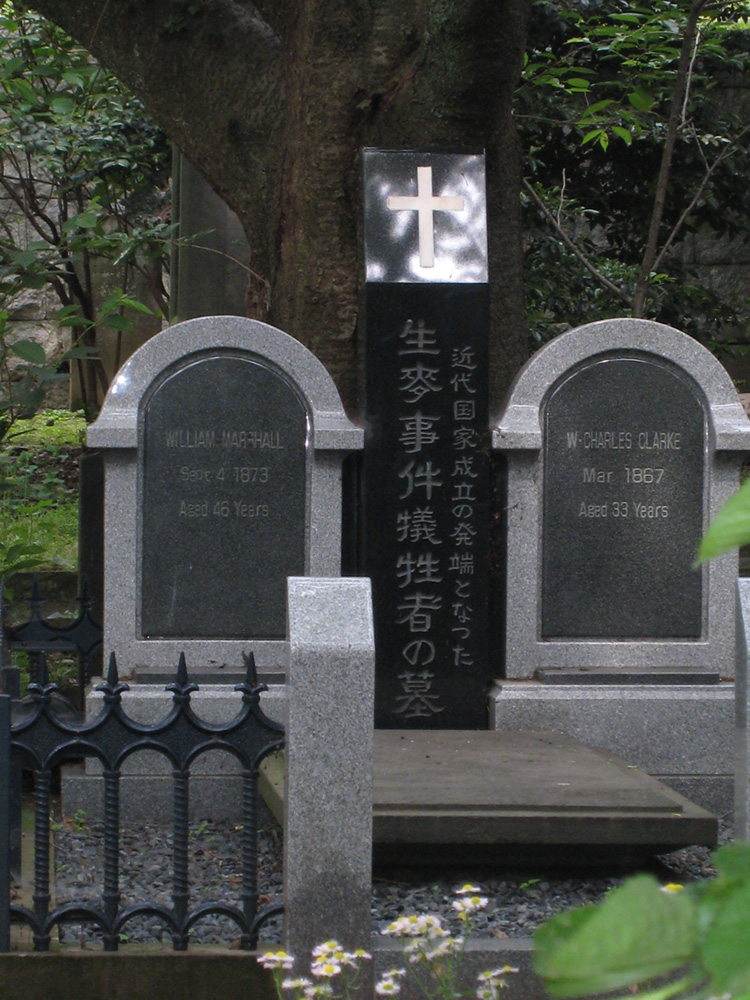
横浜外国人墓地にあるリチャードソンの墓。近年、有志によって、マーシャルとクラークの墓も左右に集められた。

### 文久2年
事件から2日後の8月23日、ニール代理公使は横浜において外国奉行・津田正路と会談した。この会談でニールは「勅使の通行は連絡があったのに、なぜ島津久光の通行は知らせてこなかったのか」と追及した。これに対して津田は「勅使は高貴だが、大名は幕府の下に属するもので達する必要はない。これまでもそれで問題はなかった」と答え、「勅使より薩摩藩の通行の方が問題が起こる可能性が高いのはわかりきった話」として、ニールに反論されている。ニールは本国のジョン・ラッセル外相への報告書に、久光通行の知らせはなかったことを明記して、外交上自国に有利な幕府の過失を指摘している。
8月30日には、老中板倉勝静邸においてニールと板倉、水野忠精との折衝が行われ、ここでもイギリス側は犯人の差し出しを繰り返し要求した。一方、ニールは本事件の賠償金要求については、イギリス本国の訓令を待って交渉することとしていた。
当時の幕府においては、多数の軍勢を伴って幕府の最高人事に介入した久光に対して、敵意を持つ見方が一般であった。そのため、生麦事件の知らせに「薩摩は幕府を困らせるために、わざと外国人を怒らせる挙に出た」と受け止める幕臣が多数で、薩摩を憎みイギリスを怖れることに終始し、対策も方針もまったく立てることができないでいたという。当の久光の幕政介入によって政事総裁職に就いた松平慶永は、本事件に関する処置案（久光の帰国差し止め等）を老中らに建言するも受け入れられず、一時登城を停止する事態となった。
一方、東海道筋の民衆は、「さすがは薩州さま」と歓呼して久光の行列を迎えたという。閏8月7日（1862年9月30日）に久光は上洛、9日に参内するが、孝明天皇はわざわざ出御して久光の労を賞し、これは無位無官の者に対しては異例の待遇であった。この事件を題材に山階宮晃親王が作った「薩州老将髪衝冠 天子百官免危難 英気凛々生麦役 海辺十里月光寒」という漢詩は、明治になって愛唱された。しかし、生麦事件をきっかけとして朝廷が攘夷一色に染まってしまったことは、久光および薩摩藩の思惑を超えた結果だった。薩摩藩の幕政改革の意図は攘夷ではなく、彼らの不満はむしろ幕府が外国貿易を独占していたことにあったのである。尊攘派の支配する京都の情勢に耐えかねた久光は、23日に京都を発って鹿児島に戻った。

### 文久3年
文久3年（1863年）の年明け早々、生麦事件の処理に関するイギリスのラッセル外相の訓令がニール代理公使の元へ届いた。これに基づき、2月19日、ニールは幕府に対して謝罪と賠償金10万ポンドを要求した。さらに、薩摩藩には幕府の統制が及んでいないとして、艦隊を薩摩に派遣して直接同藩と交渉し、犯人の処罰及び賠償金2万5千ポンドを要求することを通告した。幕府に圧力を加えるため、イギリス・フランス・オランダ・アメリカの四カ国艦隊が順次横浜に入港した。
折しも将軍・徳川家茂は上洛中であり、滞京中の老中格・小笠原長行が急遽呼び戻され、諸外国との交渉にあたることとなった。賠償金の支払を巡って幕議は紛糾するが、水野忠徳らの強硬な主張もあって一旦は支払い論に決する。しかし、支払期日の前日（5月2日）になって支払い延期が外国側に通告された。これにニールは激怒。海軍省の訓令下にあるオーガスタス・キューパー提督に委任すると軍事行動を示唆し、横浜では緊張が高まった。
支払拒否の経緯は資料により異なり、『幕末外交談』によると攘夷の勅命を帯びて京都より戻る途上の将軍後見職・徳川慶喜が命じたとされるが、慶喜の手書によると「攘夷は命じたが支払拒否は命じていない」としている。
再び江戸で開かれた評議においては、水戸藩の介入もあって逆に支払拒否が決定されるが、5月8日、小笠原は海路横浜に赴き、独断で賠償金交付を命じた。翌9日、賠償金全額がイギリス公使館に輸送された。一方、英国と老中の板挟みになっている神奈川奉行たちから攘夷令に反対をされた慶喜は説得をせずに小笠原と入れ違いに8日に江戸に戻っており、小笠原との間に支払を巡る黙契が存在していたという説がある。小笠原は、支払を済ませたのち再度上京の途に就くが、大坂において老中を罷免された。

### 薩英戦争
幕府との交渉に続いて、イギリスは薩摩藩と直接交渉するため6月27日に軍艦7隻を鹿児島湾に入港させた。しかし交渉は不調であり、7月2日、イギリス艦による薩摩藩船の拿捕をきっかけに薩摩藩がイギリス艦隊を砲撃、薩英戦争が勃発した。薩摩側は鹿児島市街で500戸以上が焼失するなど大きな被害を受けるが、イギリス艦隊側にも損傷が大きく、4日には艦隊は鹿児島湾を去り、戦闘は収束した。同戦争後、イギリスの軍事力を目の当たりにした薩摩藩では、攘夷の声は急速に下火になり、藩論は開国へ向け大きく転換する。

### 講和
10月5日、イギリスと薩摩藩は横浜のイギリス公使館にて講和に至った。薩摩藩は幕府から「海岸防禦費」の名目で借りた2万5000ポンドに相当する6万300両をイギリス側に支払い、講和条件の一つである生麦事件の加害者の処罰は「逃亡中」とされたまま行われなかった。

## 事件に対する当時の評価

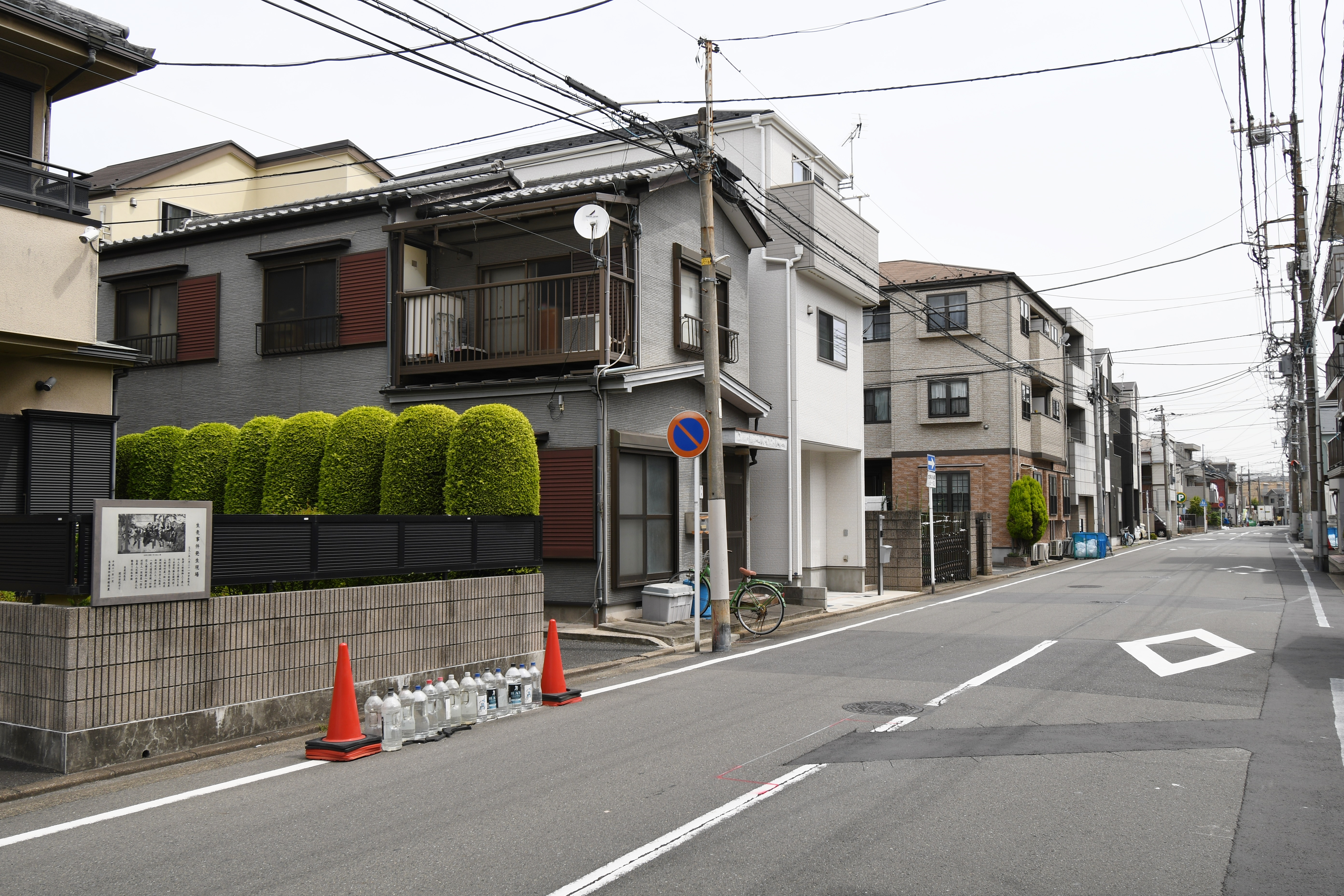
生麦村本宮町（生麦4丁目）の事件発生現場説明版（画像左端、現在は撤去）と旧東海道

### イギリス
清国北京駐在イギリス公使フレデリック・ブルース（Frederick Wright-Bruce）は、本国のラッセル外相への半公信で以下のように述べた。

### アメリカ
当時の『ニューヨーク・タイムズ』は「この事件の非はリチャードソンにある。日本の最も主要な通りである東海道で日本の主要な貴族に対する無礼な行動をとることは、外国人どころか日本臣民でさえ許されていなかった。条約は彼に在居と貿易の自由を与えたが、日本の法や慣習を犯す権利を与えたわけではない。」と評している。

### 関係者
事件直後に現場に駆けつけたウィリス医師は、リチャードソンの遺体の惨状に心を痛め、戦争をも辞すべきでないとする強硬論を持ちながらも、一方で兄への手紙にこう書いている。「誇り高い日本人にとって、最も凡俗な外国人から自分の面前で人を罵倒するような尊大な態度をとられることは、さぞ耐え難い屈辱であるに違いありません。先の痛ましい生麦事件によって、あのような外国人の振舞いが危険だということが判明しなかったならば、ブラウンとかジェームズとかロバートソンといった男が、先頭には大君が、しんがりには天皇がいるような行列の中でも平気で馬を走らせるのではないかと、私は強い疑念を抱いているのです」

### その他
オランダ人医師のヨハネス・ポンぺ・ファン・メーデルフォールトは、帰国途中のハーグで偶然、リチャードソンの叔父という人に会い、説明した際の反応を以下のように記している。
「すべて彼に話してやったが、この純朴な老人が私に答えていうには、『まさにその通りで、チャールズ（Charles）はいつも向う見ずであり頑固であった。私は、彼は結局そんなことで死ぬんだろう、というも予言していたのだ。気違い同然の性向からイギリスを早く出て行かなければならないことになったのだ。（中略）島津のしたことは自分の意見としても正しいと思う。イギリス政府はあの場合、何もタッチすべきではなかったのだ。』と。」
ポンぺの考えとして「リチャードソンのしたことは気違い沙汰ではなかっただろうか？（中略）もしそんなことがロンドンで起ったとしたら辛抱できるであろうか？たとえば、イギリス国王陛下が議会の開会式に臨まれる途上で、こんなことが起ったらいかがであろうか？」と述べている。
事件が起こる前に久光の行列に遭遇したアメリカ人商人のユージン・ヴァン・リードは、すぐさま下馬した上で馬を道端に寄せて行列を乱さないように道を譲り、脱帽して行列に礼を示した。薩摩藩士側も外国人が行列に対して敬意を示していると了解し、特に問題も起こらなかったという。ヴァン・リードは日本の文化を熟知しており、大名行列を乱す行為がいかに無礼なことであるか、礼を失すればどういうことになるかを理解しており、「彼らは傲慢にふるまった。自らまねいた災難である」とイギリス人4名を非難する意見を述べている。
当時、宣教の機会をうかがって来日していたアメリカ人女性宣教師のマーガレット・バラは、アメリカの友人への手紙にこう記している。「その日は江戸から南の領国へ帰るある主君の行列が東海道を下って行くことになっていたので、幕府の役人から東海道での乗馬は控えるように言われていたのに、この人たちは当然守らなければならないことも幕府の勧告も無視して、この道路を進んで来たのでした。そしてその大名行列に出会ったとき、端によって道をゆずるどころか行列の真ん中に飛び込んでしまったのです」。ただしこの光景はバラが直接観察したものではなく伝聞によるものであり、バラはその情報源を述べていない。

## 関連図書
小説・伝記
- 吉村昭『生麦事件』（新潮社、初版1998年／新潮文庫（上下）、2002年 上巻 ISBN 410111742X 下巻　ISBN 4101117438）
  - 新版『吉村昭歴史小説集成〈1〉桜田門外ノ変／生麦事件』（岩波書店、2009年）
- 宮澤眞一『「幕末」に殺された男 生麦事件のリチャードソン』（新潮選書、1997年)

ジェームズ・クラベル『Gai-Jin』（未訳、1993年）